# Alexeter shakojiensis
Alexeter shakojiensis là một loài tò vò trong họ Ichneumonidae.